# Gordon Arnold
Gordon L. Arnold (14 de agosto de 1941-Dallas, Texas; 11 de octubre de 1997) es una de las personas que afirman haber presenciado el asesinato de John F. Kennedy en la Plaza Dealey.
Arnold se alistó en 1963, y sirvió en el ejército de los EE. UU. durante doce años. Tras abandonar su carrera militar, Arnold se casó en 1966 y comenzó a trabajar en el Departamento de Asuntos de Consumo de Dallas. A fecha de 2004 se tiene constancia de un hijo suyo.
En 1978, Arnold anunció publícamente haber presenciado el magnicidio de JFK. Afirmó que minutos antes del atentado, un agente de la CIA o el Servicio Secreto en traje formal se le acercó en dos ocasiones para ordenarle que se retirase de la valla en la que se apoyaba, situada al norte del célebre "grassy knoll" desde donde según algunas teorías se pudo haber asesinado al presidente. Arnold se puso delante de la valla y grabó el asesinato con una cámara doméstica colocada sobre un muro de contención de 1 metro de altura cerca del "grassy knoll". Declaró haber notado una bala pasándole extremadamente cerca de su oído izquierdo, por lo que rápidamente se arrojó al suelo. Arnold afirmó que instantes después del fin de los disparos, un hombre con el uniforme de la policía de Dallas y armado con un revólver le reclamó la entrega inmediata de la cámara, dándole una patada mientras aún estaba en el suelo. Otro individuo, también con el uniforme de policía local y unas gafas tintadas de amarillo "de tirador" aguardaba de pie a su lado, agitando un rifle y gritando amenazadoramente. Arnold admitió haber entregado a aquel oficial de policía su cámara, y que éste extrajo la película y le devolvió el aparato (marcado, indudablemente, por sus huellas dactilares). Arnold dijo que tres días más tarde se dirigió a Fort Wainwright, en Alaska, para concluir los trámites de su planeado retiro del ejército. 
A pesar de que sus explosivas declaraciones fueron públicas cinco meses antes de la conclusión del informe del HSCA, nunca fue llamado a declarar. 
Después de 1978, Arnold cedió sus pruebas a sólo algunos investigadores. En realidad, nunca se le ha visto en ninguna de las numerosas pruebas documentales del suceso, y ni siquiera Abraham Zapruder o su ayudante Marilyn Sitzman, quien estaban en una posición muy próxima a la que Arnold explica, le vieron a él ni al supuesto incidente con los agentes armados. Por otra parte, el testimonio de Arnold omite la presencia de una joven pareja negra que (tal como se aprecia en las pruebas de Sitzman) estaba sentada en el banco tras el mismo muro de contención donde Arnold sostiene que estuvo. Por otra parte, algunos investigadores afirman haber identificado la silueta de un hombre uniformado a partir de una polaroid tomada por Mary Moorman, aunque otros afirman que se trata del Hombre de la insignia, una simple sombra o un árbol.
Arnold desarrolló su exposición de los hechos en el documental de 1988 "Los hombres que mataron a Kennedy", y en una entrevista concedida en el Sixth Floor Museum de la Plaza Dealey. La transcripción de dicha entrevista fue publicada en 2004.
De cualquier modo, aunque las declaraciones de Arnold incurren en alguna contradicción, el senador Ralph Yarborough por el estado de Texas, quien formaba parte de la comitiva presidencial —dos coches más atrás de la limusina de Kennedy, acompañando al vicepresidente Lyndon— declaró haber visto a Arnold tendido en el suelo mientras sonaban los disparos.

«Inmediatamente tras el estallido del primer disparo, ví a ese hombre (a quien usted ha interrogado) tendido en el suelo... estaba en el suelo en menos de un segundo tras el disparo, y pensé para mí: he aquí a un veterano en combate, que sabe lo que hay que hacer cuando las armas empiezan a disparar...»
Dallas Morning News, 27 de agosto de 1978.